# Малкамуд
Малкамуд (лезг. Малкамуд Сув, азерб. Məlkəmud) — вершина Водораздельного хребта Большого Кавказа на границе Азербайджана (Огузский район) и России (Дагестан, Ахтынский район). Высшая точка Огузского района. Высота 3880 м (по другим данным - 3879 м).

## География
Самые крупные из рек, берущих начало на склонах горы - Зуранчай (бассейн реки Самур) и Уракчай (бассейн реки Геокчай).
У северного подножья горы расположены дагестанские сёла: Маза и Фий.

## Этимология
В переводе с лезгинского языка означает «ведьма».